# Iwan Thomas
 Iwan Thomas MBE (Londres, 5 de janeiro de 1974) é um ex-velocista britânico especializado nos 400 m rasos. Foi campeão mundial do revezamento 4x400 m no Campeonato Mundial de Atletismo de 1997 em Atenas, Grécia e medalhista olímpico na mesma prova em Atlanta 1996. Foi campeão dos 400 m rasos nos Jogos da Commonwealth de 1998 em Kuala Lumpur, representando o País de Gales.
Inicialmente a equipe britânica do 4x400 m formada por Thomas, Roger Black, Jamie Baulch e Mark Richardson, chegou em segundo lugar, atrás do revezamento dos EUA, em Atenas 1997. Em 2008, Antonio Pettigrew, um dos integrantes daquele revezamento dos EUA, testemunhou contra o seu ex-treinador Trevor Graham - ex-velocista e medalhista olímpico - no caso BALCO, um escândalo de dopagem ocorrido entre atletas dos Estados Unidos em 2002. Pettigrew admitiu que competiu dopado entre 1997 e 2001, incluindo o Campeonato Mundial de Atenas. A equipe americana foi desclassificada  e as medalhas de ouro entregues aos britânicos. Iwan Thomas recebeu  a sua em 2010, em Cardiff, País de Gales, junto com o companheiro de revezamento Jamie Baulch.
Depois de se retirar do atletismo ele atuou em vários meios de comunicação incluindo a apresentação de programas infantis no Reino Unido e como participante de reality-shows como Masterchef. Em 2016 ele atuou como apresentador dos Jogos Paralímpicos de Verão de 2016, no Rio de Janeiro, para o Channel 4 britânico, comentando o atletismo direto do Estádio Olímpico.  Em 1998 recebeu o título de Membro da Ordem do Império Britânico.